# Othnielosaurus
Othnielosaurus är ett släkte av fågelhöftade dinosaurier som levde mellan 155 och 148 miljoner år sedan under yngre jura i Morrisonformationen i västra USA. Det är uppkallas efter den kända paleontologen Othniel Charles Marsh och tillhörde tidigare släktet Laosaurus. Släktet upprättades för att inrymma fossiler som tidigare tillräknades Othnielia, ett släkte som det möjligen finns för få kvarlämningar av för att kunna ge det ett namn; detta är en av anledningen att släktet har blivit en del av den årtionden långa forskningen för att fastställa taxonomin som Marsh och hans rival Edward Drinker Cope lämnade efter sig i Benkriget. Othnielosaurus har vanligtvis klassificerats som en hypsilophodont, en generell liten typ av bipedala växt- eller allätare. Senare forskning har dock ifrågasatt detta och existensen av en distinkt grupp hypsilophodontider.

## Beskrivning

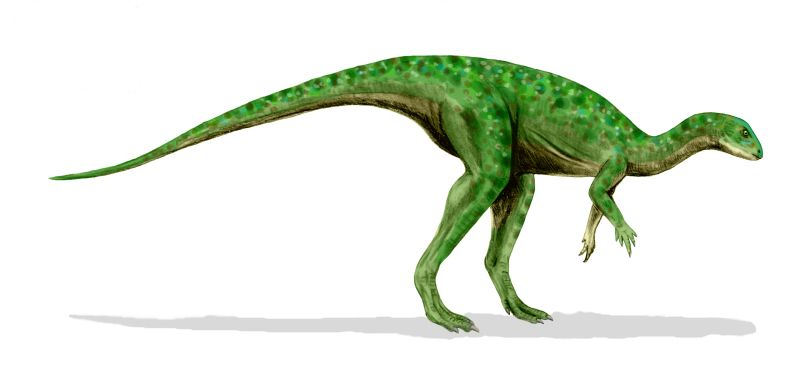
Othnielosaurus consors

Othnielosaurus var små djur, 2 meter eller mindre till längden och 10 kilogram eller mindre till vikten. De var bipedala dinosaurier med korta underarmar och långa bakben med stora utskott för muskelfästen. Händerna var korta och breda med korta fingrar. Enligt det ofullständiga typkraniet och kraniet från det tänkbara exemplet "Barbara" var huvudet litet. De hade små lövformade kindtänder.

## Klassifikation
Othnielosaurus (tidigare Laosaurus, Nanosaurus, och Othnielia) har vanligtvis ansetts vara en hypsilophodont ornithopod, en medlem av en oklar och svagt definierad grupp med små, löpande växtätande dinosaurier. Detta blev ifrågasatt 1990 av Robert T. Bakker et al. I deras beskrivning av den nya taxon Drinker nisti delade de upp Othnielia i två arter (O. rex och O. consors) och beskrev "othnieliider" som mer basala än hypsilophodontider. Med nya analyser som pekar mot ett parafylitisk Hypsilophodontidae, har idén om att "othnielider" är lika basala som andra hypsilophodontider fått stöd, även om Drinker har varit kontroversiell då knappt något nytt har blivit publicerat sen dess första beskrivning. Andra basala ornithopoder har ibland blivit sammankopplade med Othnielosaurus, i synnerhet Hexinlusaurus som anses av åtminstone en författare vara en art av "Othnielia", O. multidens. Nya studier stämmer överens med hypotesen att Othnielosaurus är mer basal än andra traditionella hypsilophodontider, men går ännu längre och tar bort släktet från ornithopoderna samt från den större gruppen cerapoder, vilken också innefattar hornansiktena och benskalledinosaurierna.

## Historia och taxonomi

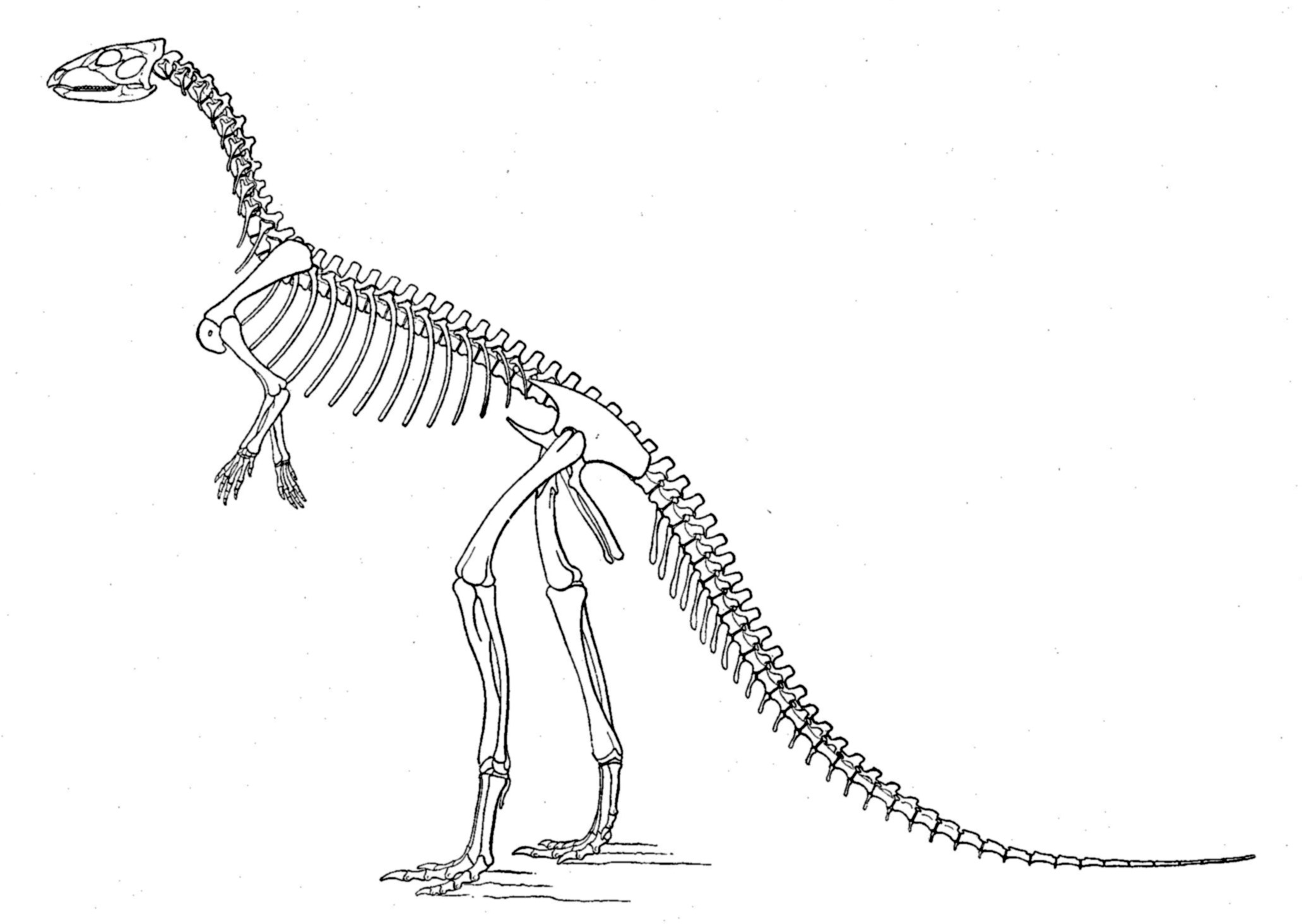
Othniel Charles Marshs 1896-rekonstruktion av ett skelett från "Laosaurus" consors (nu Othnielosaurus).

O.C. Marsh namngav flera arter och släkten under sent 1800-tal vilka har identifierats som hypsilophodontider och hypsilophodontider-liknande djur, inklusive Nanosaurus agilis (inte säkert), "Nanosaurus" rex, Laosaurus celer, L. consors, och L. gracilis. Denna taxonomin har blivit mycket komplicerad och det har gjorts flera försök att revidera den under de senaste åren.
1877 namngav Marsh två arter av Nanosaurus i olika journaler, baserade på fossilen från Morrisonformationen i Garden Park, Colorado. En artikel beskrev Nanosaurus agilis, baserad på YPM 1913, med kvarlämningar som tandavtryck och skelettrester inklusive delar av ett tarmben, lårben, skenben och ett vadben. Den andra artikeln namngav Nanosaurus rex, en andra art som Marsh baserade på YPM 1915 (också kallat 1925 i Galton, 2007), ett komplett lårben. Han uppfattade båda arterna som små ("rävstorleks") djur. Han klassificerade detta släktet till den nu föråldrade familjen Nanosauridae.
Det följande året namngav han det nya släktet Laosaurus baserat på material insamlat av Samuel Wendell Williston i Como Bluff, Wyoming. Två arter namngavs: typarten L. celer, baserad på delar från elva ryggrader (YPM 1875); och den "mindre" L. gracilis, ursprungligen baserat på en ryggrad, delar från en svans och armbågsben.
En tredje art, L. consors, beskrevs i mars 1894 baserat på YPM 1882 som till störta delen består av ett tydligt skelett och delar från åtminstone en annan individ.
Dessa djur väckte lite professionell uppmärksamhet fram till 1970- och 1980-talet då Peter Galton på nytt undersökte flera av "hypsilophodontiderna" i en serie artiklar. 1973 beskrev han och Jim Jensen ett ofullständigt skelett (BYU ESM 163; Galton, 2007) som saknade kranium, händer och svans som en Nanosaurus (?) rex som hade blivit skadad av tidigare samlare  före deras beskrivning.

## Paleobiologi och paleoekologi
Othnielosaurus är en av de mindre dinosaurierna från Morrisonformationens skiftande fauna, och väldigt liten jämfört med de enorma sauropoder. Morrisonformationens tros ha varit ett halvtorrt landskap med en distinkta regn- och torrperioder, och flodslätt. Vegetationen varierade från galleriskog med barrväxter, trädormbunkar, och ormbunksväxter, till savanner med ormbunkar och ovanliga trädsorter. Formationen har varit en rik fyndplats för fossiler, med fossiler av grönalger, svampar, bladmossor, fräken, ormbunksväxter, kottepalmer, ginkgo, och flera familjer barrväxter. Andra fossilfynd innefattar musslor, sniglar, strålfeniga fiskar, stjärtlösa groddjur, stjärtgroddjur, sköldpaddor, bryggödlor, ödlor, land- och vattenlevande crocodylomorphans, flera arter flygödlor, åtskilliga dinosaurier och tidiga däggdjur så som docodonter, multituberculater, symmetrodonter, och triconodonter. Bland dinosaurierna har sauropodererna Apatosaurus, Brachiosaurus, Camarasaurus och Diplodocus och de fågelhöftade dinosaurierna Camptosaurus, Dryosaurus och Stegosaurus hittats i formationen. Othnielosaurus har hittats i de stratigrafiska zonerna 2-5.
Vanligtvis har Othnielosaurus, liksom andra hypsilophodontider, uppfattats som små, löpande växtätare, även om Bakker (1986) tolkade den möjligen besläktade Nanosaurus som en allätare. Idén har ett visst inofficiell stöd, men föga stöd i den formella litteraturen; beskrivningar av fler fullständiga kranier kommer behövas för att testa denna hypotes.